# Baélls
Baélls è un comune spagnolo di 144 abitanti situato nella comunità autonoma dell'Aragona.